# Шпаков, Юрий Петрович
Юрий Петрович Шпаков (7 декабря 1929, Омск, СССР — 4 октября 2009, там же, Российская Федерация) — советский журналист и писатель. Заслуженный работник культуры РСФСР (1967).

## Биография
Окончил с золотой медалью омскую мужскую среднюю школу № 2 (позднее № 101), в 1953 году — Московский Институт химического машиностроения (МИХМ) с отличием.
Работал на Омском автогенном (кислородном) заводе техническим контролером, начальником цеха. В конце 1954 года избран вторым секретарем Молотовского (Октябрьского) райкома ВЛКСМ, через полгода переведен инструктором обкома комсомола.
С февраля 1956 года работал в редакциях газет «Молодой сибиряк», «Омская правда». В 1963 году приглашен в «Советскую Россию». Был собственным корреспондентом по Кемеровской области, затем с 1966 года — по Новосибирской и Томской областям.
С 1968 года — в «Правде». Работал собкором по Челябинской области, в 1974 году — заведующим Казахстанским корпунктом, а с 1981 года — корреспондентом в Монголии.
В 1986 году вернулся в Омск, был собкором «Правды» по Омской и Курганской областям до ухода на пенсию в 1992.
Похоронен на Старо-Северном мемориальном кладбище Омска.
Награждён орденом «Знак почета», двумя медалями Монгольской Народной Республики.
В своей дебютной фантастическая публикации, детской приключенческой повести «Это было в Атлантиде» (1959), автор в числе первых в СССР обыгрывает палеоконтакт - встречу землян с инопланетянами в далёком прошлом.

## Семья
- Жена — Шпакова (Кадзевич) Людмила Иосифовна.
- Сыновья - Александр и Михаил.